# Вулиця Лодія (Львів)
Вулиця Лодія — вулиця у Личаківському районі міста Львів, місцевість Великі Кривчиці. Пролягає від вулиці Глинянський Тракт до кінця забудови.
Прилучаються вулиці Наступальна та Залісна.

## Історія та забудова
Вулиця виникла у складі села Кривчиці, з 1930-х років мала назву Лисиницька, на честь сусіднього села Лисиничі. За радянської влади, з 1962 року мала назву Бригадирська. Сучасна назва походить з 1993 року, на честь Петра Лодія, українського філософа і просвітителя.
Забудована приватними садибами різних епох — конструктивістськими одноповерховими будинками 1930-х та 1960-х років, віллами 2000-х років.